# Trachionus hians
Trachionus hians är en stekelart som först beskrevs av Christian Gottfried Daniel Nees von Esenbeck 1816.  Trachionus hians ingår i släktet Trachionus och familjen bracksteklar. Arten är reproducerande i Sverige. Inga underarter finns listade i Catalogue of Life.